# Falefa
Falefa é uma pequena vila na Samoa, na ilha de Upolu. Está localizada na costa nordeste da ilha.